# Sweat
Sweat – czwarty album nagrany przez rapera Nelly’ego, wydany 14 września 2004 razem z jego drugim albumem Suit wraz z udziałem takich artystów jak Jazze Pha, St. Lunatics, Murphy Lee, Stephen Marley, Christina Aguilera, Fat Joe, Mobb Deep oraz Missy Elliott.

## Lista utworów
1. Heart of a Champion
2. Na-Nana-Na
3. Flap Your Wings
4. American Dream
5. River Don't Runnn
6. Tilt Ya Head Back
7. Grand Hang Out
8. Getcha Getcha
9. Another One
10. Spida Man
11. Playa
12. Down in Da Water
13. Boy